# Вильнёв-ла-Контес
Вильнёв-ла-Конте́с (фр. Villeneuve-la-Comtesse) — коммуна во Франции, находится в регионе Пуату — Шаранта. Департамент коммуны — Шаранта Приморская. Входит в состав кантона Луле. Округ коммуны — Сен-Жан-д’Анжели.
Код INSEE коммуны — 17474.

## Население
Население коммуны на 2010 год составляло 734 человека.
| 1962 | 1968 | 1975 | 1982 | 1990 | 1999 | 2010 |
| ---- | ---- | ---- | ---- | ---- | ---- | ---- |
| 864  | 866  | 858  | 826  | 768  | 717  | 734  |